# Mistrz Ogrodów Miłosnych
Mistrz Ogrodów Miłosnych – niderlandzki artysta grafik, grawer czynny w latach 1430–1448, w północnych Niderlandach koło Hagi.
Jego nazwa pochodzi od dwóch grafik przedstawiających sceny w ogrodzie. Jest jednym z pierwszych artystów niderlandzkich tworzących miedzioryty w tym regionie. Znanych jest 26 jego prac. Wszystkie są małych rozmiarów, prawdopodobnie przeznaczone były jako ilustracje do rękopisów. Technika ich wykonania jest jeszcze surowa, o mocnych konturach ze słabo zaznaczoną przestrzenią i głębią.